# 킵베 나이예
킵베 나이예(레반트 아랍어: كبة نيئة, 표준 아랍어: كبة نيئة 킵바 나이야[*])는 레반트의 날고기 요리이다. 킵베의 일종이며, 레반트 출신 이민자가 많은 브라질 등 라틴아메리카에서도 즐겨 먹는다.

## 이름
아랍어 "킵바 나이야(كِبَّة نَيِّئة)"는 고기 요리 이름인 명사 "킵바(كِبَّة)"에 "날것의, 익히지 않은"을 뜻하는 형용사 "나이야(نَيِّئة)"를 붙인 말로, "익히지 않은 킵바"를 뜻한다.
브라질에서는 키비 크루(브라질 포르투갈어: quibe cru)로 불린다.

## 만들기
보통 쇠고기, 양고기 등 날고기와 부르굴, 향신료를 돌절구에 넣고, 넓은 절굿공이로 곱게 빻아 페이스트처럼 만든다. 이 페이스트를 접시에 잘 펴고 올리브유를 뿌려 낸다.

## 사진

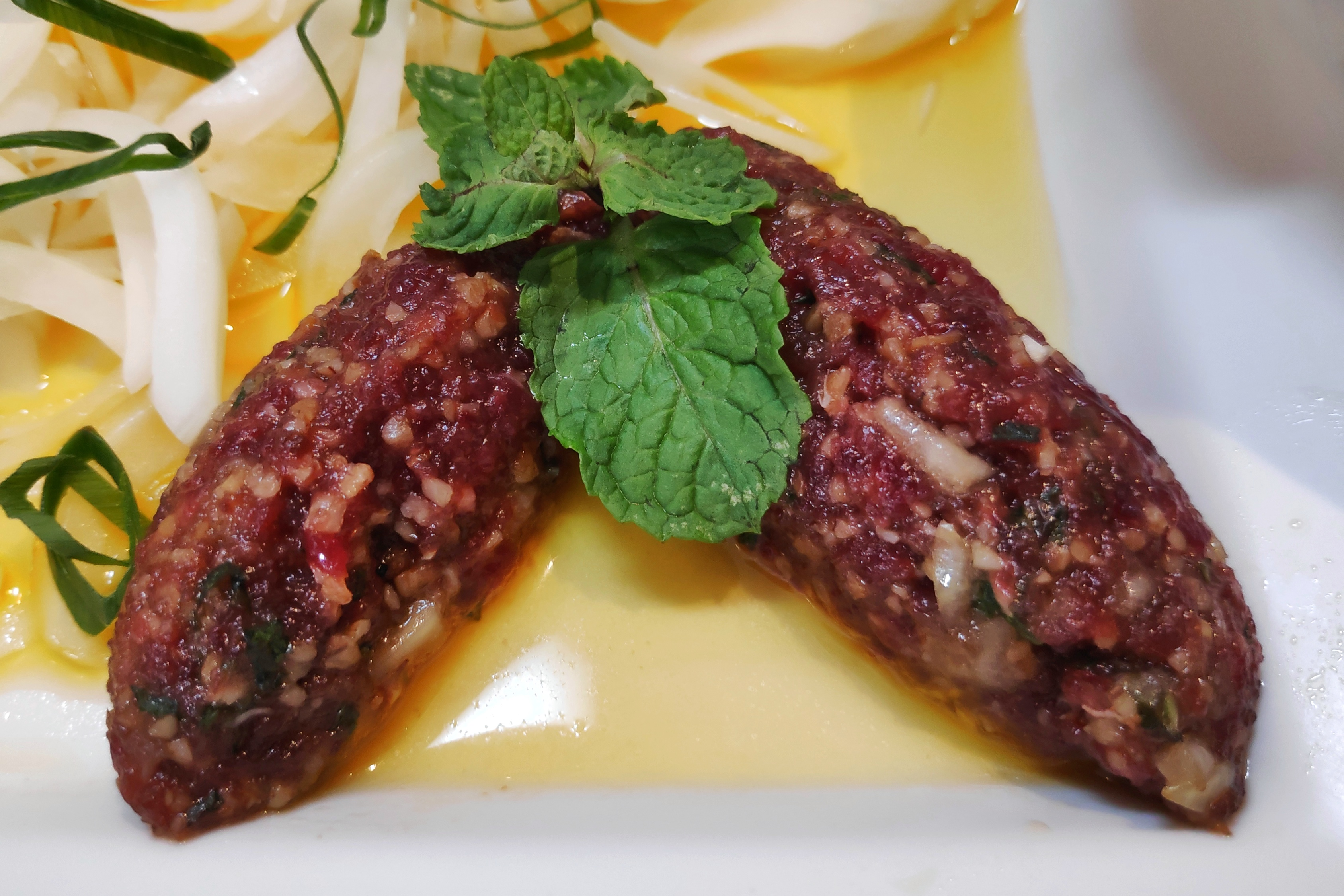
브라질의 키비 크루

## 같이 보기
- 스테이크 타르타르
- 육회
- 치 쾨프테
- 크트포